# Seesaa
Seesaa（シーサー）は、かつてシーサー株式会社（英: Seesaa Inc.）が運営していたウェブサービスやスマートフォンアプリなどのブランド名。本項ではシーサー株式会社についても述べる。
シーサー株式会社は「Seesaaブログ」「Seesaa Wiki」などのウェブメディア事業を主軸に、法人向けブログエンジン提供、スマートフォン向けアプリの開発、自社ウェブメディア運営などを手掛けていた。ファンコミュニケーションズの連結子会社であったが、2024年1月1日付で同社に吸収合併され解散し、シーサー株式会社の事業はファンコミュニケーションズが継承した。合併後も引き続き「Seesaa」の名称は、ファンコミュニケーションズが継承したサービスのブランド名として使用される。

## シーサー株式会社
シーサー株式会社は、2003年10月設立。起業時のメンバーは、オン・ザ・エッヂ（後のライブドア）の元社員であった。社名は沖縄の守り神「シーサー」を意味するが、語感から決めたという。
会社設立翌月の2003年11月に「Seesaaブログ」をサービス開始するとともに、同社ではアプリケーションサービスプロバイダ (ASP) として自社のブログエンジンを販売しており、2008年時点で既に20社以上のブログで導入実績があった。後にシーサー株式会社へ移管されたSo-net blog（現：SSブログ）をはじめ、オリコン、さくらインターネットなどのブログで導入実績があり、管理画面や一部のシステムでSeesaaのシステムが使われている。
2017年6月23日、ファンコミュニケーションズはシーサー株式会社を買収し、同社の子会社とすることを発表、同年7月3日付で株式取得を行った。
2024年1月1日付で、親会社のファンコミュニケーションズに吸収合併され解散。

## 主なサービス
シーサー株式会社の吸収合併により、これらの事業はファンコミュニケーションズへ移管された。

### Seesaaブログ
Seesaaブログ（シーサーブログ）は、無料ブログサービス。2003年11月サービス開始。2008年には、月間1,100万人が利用するブログサービスに成長した。2000年代初頭の日本のブログ黎明期に誕生した老舗ブログサービスのひとつである。

### Seesaa Wiki
Seesaa Wiki（シーサーウィキ）は、無料で利用できるWikiサービス。ユーザー数10万人、月間1億6000万PV。2013年5月15日付で、LINE株式会社より「livedoor ウィキ」を譲受し改称した。

### SSブログ
旧称は「So-net blog（ソネットブログ）」。2004年からソニーネットワークコミュニケーションズが運営・提供していたが、2019年10月1日にSSブログへ名称変更され、翌2020年6月1日付でソニーネットワークコミュニケーションズからシーサー株式会社へ事業譲渡された。

### その他
- forkN（フォークン）[18]

無料で簡単に電子書籍を作成・販売できるウェブサイト。作成した書籍はEPUBやPDFファイルでダウンロードでき、forkN以外のマーケットで販売することも可能。
- BoomAppGames（ブームアップゲームズ）[20]

iPhoneアプリレビュー・検索サイト。ゲームの攻略記事や攻略動画、新作ゲーム情報などを掲載。。
- VR Games[21]

「VRゲームの今がわかる」をテーマにした、VRゲームの最新情報を掲載するゲームサイト。後に「BoomAppGames」へ統合された。
- Seesaaダウンロード[22]

WindowsおよびmacOS向けフリーソフト・シェアウェア、デバイスドライバ、ライブラリ、ゲームなどの、ソフトウェア配布マーケットプレイス。
- YOOR（ユア）[23]

オンラインサロンプラットフォーム。コミュニティやファンクラブ、オンラインレッスンなどに利用でき「業界初のAI機能搭載」を謳っている。
- hacoCMS[24]

メディア構築サポートツール。コンテンツ管理に特化したAPIベースのヘッドレスCMS。マルチプラットフォームでデータの一元管理と効率的運用が可能。利用不振により会社合併後の2024年5月31日をもってサービスの一般公開を終了するが、クローズドCMSとしての運用は継続し従来からの顧客は引き続き利用可能とする。
- スマートフォンアプリ開発[26]

自社アプリ運営、受託開発などを行っている。

## 過去のサービス
ファンコミュニケーションズへの合併前に廃止されたサービス。

### 自社ウェブサービス
- Seesaaショッピング[8]
- Seesaaドロップシッピング[8]
- Seesaaダウンロード[8]

### したらば掲示板
2013年5月15日付で、LINE株式会社より「livedoor したらば掲示板」を譲受し「したらば掲示板」へ改称。スレッド形式の無料レンタル電子掲示板。ユニークユーザー22万人、月間ページビューは5億PV。掲示板サービスとしては日本国内屈指の規模を誇る。
2018年12月3日付で、運営会社がエーゲート株式会社へ変更された。